# La Caillère-Saint-Hilaire
La Caillère-Saint-Hilaire è un comune francese di 1 080 abitanti situato nel dipartimento della Vandea, nella regione dei Paesi della Loira.

## Società

### Evoluzione demografica
Abitanti censiti